# Daniel Alexandrov
Daniel Tijomirov Alexandrov –en búlgaro, Даниел Тихомиров Александров– (Dupnitsa, 13 de septiembre de 1991) es un deportista búlgaro que compite en lucha grecorromana.
Ganó una medalla de bronce en los Juegos Europeos de Bakú 2015 y tres medallas en el Campeonato Europeo de Lucha entre los años 2016 y 2020.

## Palmarés internacional
| Juegos Europeos    | Juegos Europeos   | Juegos Europeos   | Juegos Europeos |
| Año                | Lugar             | Medalla           | Categoría       |
| ------------------ | ----------------- | ----------------- | --------------- |
| 2015               | Bakú (Azerbaiyán) | Medalla de bronce | 80 kg           |
| Campeonato Europeo |                   |                   |                 |
| Año                | Lugar             | Medalla           | Categoría       |
| 2016               | Riga (Letonia)    | Medalla de bronce | 80 kg           |
| 2018               | Kaspisk (Rusia)   | Medalla de bronce | 82 kg           |
| 2020               | Roma (Italia)     | Medalla de plata  | 82 kg           |